# Lunggaian Baru/Air Wal
Lunggaian Baru/Air Wal is een bestuurslaag in het regentschap Ogan Komering Ulu van de provincie Zuid-Sumatra, Indonesië. Lunggaian Baru/Air Wal telt 893 inwoners (volkstelling 2010).